# Idaea attenuaria
Idaea attenuaria là một loài bướm đêm trong họ Geometridae.